# اوون جیمز
اوون جیمز (انگلیسی: Owen James؛ زادهٔ ۱۳ اکتبر ۲۰۰۰) بازیکن فوتبال در پست مهاجم است و در حال حاضر در تیم باشگاه فوتبال آکسفورد یونایتد توپ می‌زند.

## باشگاهی
از باشگاه‌هایی که در آن بازی کرده‌است می‌توان به باشگاه فوتبال آکسفورد یونایتد اشاره کرد.

### آکسفورد یونایتد
او از ۱۴ سالگی خود در این تیم حاضر بوده‌است و تاکنون یک بازی را انجام داده‌است که با نتیجه ۲–۱ خاتمه یافته‌است.